# Cophixalus phaeobalius
Cophixalus phaeobalius es una especie de anfibio anuro de la familia Microhylidae.

## Distribución geográfica
Esta especie es endémica de la provincia de Morobe de Papua Nueva Guinea. Se conoce solo en las montañas de Bowutu en aproximadamente 1520 m de altitud.

## Publicación original
- Kraus & Allison, 2009 : New species of Cophixalus (Anura: Microhylidae) from Papua New Guinea. Zootaxa, n.º 2128, p. 1-38.[3]